# Chiesa di Santa Maria Immacolata alla Cervelletta
La chiesa di Santa Maria Immacolata alla Cervelletta è una chiesa di Roma, in Via di Tor Cervara, zona Z.VII Tor Cervara.
Essa fu costruita, su un terreno messo a disposizione dei duchi Salviati, tra il 1911 ed il 1912 su progetti dell'architetto Carlo Lepri ed inaugurata solennemente dal cardinale vicario Pietro Respighi il 2 giugno 1912. La piccola chiesa costituiva la prima parrocchia eretta nell'agro romano. Il toponimo cervelletta, che fu una tenuta dei Salviati, deriva da una modifica popolare del termine cervaretto, ad indicare un luogo di caccia al cervo. La chiesa ha forme molto semplici, ad un'unica navata con cappelle laterali. Gli interni furono decorati da Giovanni Battista Conti, che vi ha raffigurato diversi santi, tra cui Sant'Antonio abate, Sant'Antonio da Padova, Sant'Anna e San Pio X, benefattore della chiesa.
La chiesa rimase sede parrocchiale fino al 1968; con la costruzione di una nuova chiesa dedicata a San Vincenzo de' Paoli, le attività parrocchiali si trasferirono definitivamente nel nuovo edificio. Ciò comportò anche la nuova denominazione della parrocchia, che ora si chiama parrocchia di Santa Maria Immacolata e San Vincenzo de' Paoli. La chiesa alla cervelletta, restaurata nel 1999, è oggi utilizzata principalmente per la celebrazione di matrimoni.